# Вратислав Немањић
Вратислав је био српски жупан из династије Немањића.

## Биографија
Жупан Дмитар је иза себе оставио наследнике, од којих нам је по имену познат једино Вратислав. О Дмитровим наследницима сазнајемо из старих српских родослова, а и он сам помиње своје наследнике у једном документу од 24. септембра 1286. године. Вратислав је био отац Вратков и деда кнегиње Милице. По родословима, носио је титулу кнеза, а по надгробној плочи у Давидовица великог жупана. Расположиви извори дају нам веома мало података о овом припаднику породице Немањића.

### Надгробна плоча
Вратислављево име налазимо на надгробној плочи откривеној приликом археолошких ископавања у Давидовици. Са плоче сазнајемо да је Вратислав носио титулу великог жупана. Такође, са плоче можемо прочитати последња три слова имена његовог сина. Иако је почетак имена оштећен, последња три слова нам говоре да на натпису није Вратково име. Колико је, сем Вратка, жупан Вратислав имао синова, не можемо знати. Било их је најмање двојица. Радослав, син жупана Вратислава, помиње се у једном дубровачком документу из 1319. године. Такође, у документу од 2. јула 1332. године помиње се Вратков брат, али без навођења имена. Да ли је то Радослав или неки трећи Вратислављев син, из извора се не може сазнати.